# キッシュ・ラースロー
キッシュ・ラースロー（ハンガリー語: Kiss László, 1956年3月12日 - ）は、ハンガリーの元サッカー選手、サッカー指導者、同国女子代表監督。ポジションはフォワード。

## 経歴
1974年に、ペーチFCでプロとしてのキャリアをスタートさせた。1978年にヴァシャシュに移籍すると、国内リーグ及び国内カップで数々のタイトルを獲得し、1983年にはチームのミトローパ・カップ制覇に貢献した。その実績が買われ、1985年にリーグ・アンのモンペリエに移籍した。2年間在籍し、38試合で12得点を挙げた。詳細は不明だが、ハンガリーのサッカーのトップディビジョンであるネムゼティ・バイノクシャーグIでは1976年～1989年の13年間で、271試合124得点を挙げている。1991年に現役引退。
ハンガリー代表では1979年にデビュー。最大のハイライトは1982年のFIFAワールドカップ・スペイン大会のグループリーグ初戦・エルサルバドル戦である。この試合では、後半だけでハットトリックを達成し、チームの10得点での大勝に貢献した。途中出場でのハットトリックはワールドカップ史上唯一であり、1得点目から3得点目までが8分間(後半24分～後半31分)というのも最短記録である。ハンガリー代表のW杯でのハットトリックは、FIFAワールドカップ・チリ大会でのアルベルト・フローリアーン以来20年ぶり4人目のことだった。代表には1984年まで選出され、33試合11得点の成績を残した。
引退後は指導者の道へ進み、2000年からは国内女子サッカーリーグの1.FCフェミナで11年間指揮した。同チームではリーグ戦で3度の優勝に導いた。2010年から2012年にかけて同国女子代表監督を務め、8勝14敗2分けの成績を残した。